# Панченко Віктор Іванович
Віктор Іванович Панченко (12 жовтня 1948, Київ, Українська РСР — 24 жовтня 1987, Київ, Українська РСР) — радянський український актор.

## Біографія
Народився в родині робітника. Закінчив Київський державний інститут театрального мистецтва ім. І. Карпенка-Карого (1972). Був актором Київської кіностудії ім. О. П. Довженка.
Знявся більше ніж у п'ятдесяти картинах (переважно у ролях другого плану та епізодичних).
Був членом Спілки кінематографістів України.

## Фільмографія
- «Вечір на Івана Купала» (1968, ряджений)
- «Політ» (1970, к/м)
- «Блакитне і зелене» (1970, к/м, немає в титрах)
- «Ніна» (1971, Ольховський)
- «Софія Грушко» (1972)
- «Випадкова адреса» (1973)
- «Втеча з палацу» (1975)
- «Не плач, дівчино» (1976, Василь Дудка)
- «Свято печеної картоплі» (1976, Тимофій)
- «Море» (1978, Чапля)
- «Напередодні прем'єри» (1978, Костя)
- «Віщує перемогу» (1978, Ванечка)
- «Наталка Полтавка» (1978, помічник возного)
- «Чекайте зв'язкового» (1979)
- «Іподром» (1979, Кунін)
- «Мужність» (1980, Платт)
- «Довгі дні, короткі тижні...» (1980, Рибаков)
- «Жіночі радощі й печалі» (1982)
- «Розповідь барабанщика» (1985)
- «Без сина не приходь!» (1986)
- «Жменяки» (1987, Степан)

В епізодах фільмів:
- «Мріяти і жити» (1974)
- «Червоний півень плімутрок» (1975)
- «Така вона, гра» (1976)
- «Спогад…» (1977)
- «Вавилон XX» (1979)
- «Скарбничка» (1980)
- «Капіж» (1981)
- «Шурочка» (1982)
- «Миргород та його мешканці» (1983)
- «Легенда про княгиню Ольгу» (1983)
- «Дій за обставинами!» (1984)
- «У привидів у полоні» (1984)